# Hamanako Tokyu Cup
L'Hamanako Tokyu Cup è un torneo professionistico di tennis giocato su campi in erba. Fa parte dell'ITF Women's Circuit. Si gioca annualmente a Hamamatsu in Giappone.

## Albo d'oro

### Singolare
| Anno | Campione     | Finalista        | Punteggio   |
| ---- | ------------ | ---------------- | ----------- |
| 2012 | Alexa Glatch | Monique Adamczak | 6–2, 6–3    |
| 2013 | Shūko Aoyama | Eri Hozumi       | 7–6(4), 6–1 |

### Doppio
| Anno | Campioni                    | Finalisti                      | Punteggio        |
| ---- | --------------------------- | ------------------------------ | ---------------- |
| 2012 | Shūko Aoyama Miki Miyamura  | Monique Adamczak Alexa Glatch  | 3–6, 6–4, [10–6] |
| 2013 | Shūko Aoyama Junri Namigata | Belinda Bencic Sofia Shapatava | 6–4, 6–3         |